# Nuoto ai campionati europei di nuoto 2014
Le gare di nuoto ai Campionati europei di nuoto 2014 si sono svolte dal 18 agosto al 24 agosto 2014, presso il Velodrom di Berlino.

## Regolamento e avvenimenti
Le competizioni sono organizzate in semifinali e finali, svolte entrambe nella sessione serale (dalle ore 18:00 dal 18 al 22 agosto, dalle ore 16:00 negli ultimi due giorni di competizioni). La finale, a cui hanno accesso i migliori 8 atleti, si svolge il giorno dopo la rispettiva semifinale. Per le competizioni di lunghezza inferiore ai 400 m - ovvero 200 m, 100 m e 50 m - viene svolta una fase di qualifica preliminare che determina i 16 atleti che avranno accesso alla semifinale. La fase preliminare si svolge lo stesso giorno della rispettiva semifinale, nel corso della sessione mattutina (dalle ore 09:30, ora locale).
In questa edizione dei campionati sono state introdotte per la prima volta le staffette miste (due atleti maschi e due femmine).

## Nazioni partecipanti
Alle competizioni hanno partecipato 45 nazioni.
- Albania
- Armenia
- Austria
- Azerbaigian
- Bielorussia
- Belgio
- Bosnia ed Erzegovina
- Bulgaria
- Cipro

- Croazia
- Danimarca
- Estonia
- Fær Øer
- Finlandia
- Francia
- Georgia
- Germania
- Grecia

- Irlanda
- Islanda
- Israele
- Italia
- Lettonia
- Liechtenstein
- Lituania
- Lussemburgo
- Macedonia

- Moldavia
- Norvegia
- Paesi Bassi
- Polonia
- Portogallo
- Regno Unito
- Rep. Ceca
- Romania
- Russia

- Serbia
- Slovacchia
- Slovenia
- Spagna
- Svezia
- Svizzera
- Turchia
- Ucraina
- Ungheria

## Calendario
| Data           | Ora   | Evento                                            |
| -------------- | ----- | ------------------------------------------------- |
| 18 agosto 2014 | 09:30 | Batterie 400 m stile libero maschili              |
| 18 agosto 2014 | 09:30 | Batterie 50 m farfalla femminili                  |
| 18 agosto 2014 | 09:30 | Batterie 100 m dorso maschili                     |
| 18 agosto 2014 | 09:30 | Batterie 400 m misti femminili                    |
| 18 agosto 2014 | 09:30 | Batterie 100 m rana maschili                      |
| 18 agosto 2014 | 09:30 | Batterie 200 m dorso femminili                    |
| 18 agosto 2014 | 09:30 | Batterie 50 m farfalla maschili                   |
| 18 agosto 2014 | 09:30 | Batterie staffetta 4x100 m stile libero femminili |
| 18 agosto 2014 | 09:30 | Batterie staffetta 4x100 m stile libero maschili  |
| 18 agosto 2014 | 18:00 | Finale 400 m stile libero maschile                |
| 18 agosto 2014 | 18:00 | Semifinali 50 m farfalla femminili                |
| 18 agosto 2014 | 18:00 | Semifinali 100 m dorso maschili                   |
| 18 agosto 2014 | 18:00 | Finale 400 m misti femminile                      |
| 18 agosto 2014 | 18:00 | Semifinali 100 m rana maschili                    |
| 18 agosto 2014 | 18:00 | Semifinali 200 m dorso femminili                  |
| 18 agosto 2014 | 18:00 | Semifinali 50 m farfalla maschili                 |
| 18 agosto 2014 | 18:00 | Finale staffetta 4x100 m stile libero femminile   |
| 18 agosto 2014 | 18:00 | Finale staffetta 4x100 m stile libero maschile    |
| 19 agosto 2014 | 09:30 | Batterie 200 m stile libero maschili              |
| 19 agosto 2014 | 09:30 | Batterie 100 m rana femminili                     |
| 19 agosto 2014 | 09:30 | Batterie 200 m misti maschili                     |
| 19 agosto 2014 | 09:30 | Batterie 100 m stile libero femminili             |
| 19 agosto 2014 | 09:30 | Batterie staffetta mista 4x100 m misti            |
| 19 agosto 2014 | 09:30 | Batterie 1500 m stile libero maschili             |
| 19 agosto 2014 | 18:00 | Finale 50 m farfalla maschile                     |
| 19 agosto 2014 | 18:00 | Semifinali 100 m stile libero femminili           |
| 19 agosto 2014 | 18:00 | Finale 100 m dorso maschile                       |
| 19 agosto 2014 | 18:00 | Finale 50 m farfalla femminile                    |
| 19 agosto 2014 | 18:00 | Finale 100 m rana maschile                        |
| 19 agosto 2014 | 18:00 | Semifinali 100 m rana femminili                   |
| 19 agosto 2014 | 18:00 | Semifinali 200 m misti maschili                   |
| 19 agosto 2014 | 18:00 | Finale 200 m dorso femminile                      |
| 19 agosto 2014 | 18:00 | Semifinali 200 m stile libero maschili            |
| 19 agosto 2014 | 18:00 | Finale staffetta mista 4x100 m misti              |
| 20 agosto 2014 | 09:30 | Batterie 200 m farfalla maschili                  |
| 20 agosto 2014 | 09:30 | Batterie 200 m misti femminili                    |
| 20 agosto 2014 | 09:30 | Batterie 200 m rana maschili                      |
| 20 agosto 2014 | 09:30 | Batterie 100 m dorso femminili                    |
| 20 agosto 2014 | 09:30 | Batterie 50 m dorso maschili                      |
| 20 agosto 2014 | 09:30 | Batterie 800 m stile libero femminili             |
| 20 agosto 2014 | 18:00 | Finale 1500 m stile libero maschile               |
| 20 agosto 2014 | 18:00 | Semifinali 200 m rana maschili                    |
| 20 agosto 2014 | 18:00 | Semifinali 200 m misti femminili                  |
| 20 agosto 2014 | 18:00 | Finale 200 m stile libero maschile                |
| 20 agosto 2014 | 18:00 | Finale 100 m rana femminile                       |
| 20 agosto 2014 | 18:00 | Semifinali 200 m farfalla maschili                |
| 20 agosto 2014 | 18:00 | Finale 100 m stile libero femminile               |
| 20 agosto 2014 | 18:00 | Finale 200 m misti maschile                       |
| 20 agosto 2014 | 18:00 | Semifinali 100 m dorso femminili                  |
| 20 agosto 2014 | 18:00 | Semifinali 50 m dorso maschili                    |
| 21 agosto 2014 | 09:30 | Batterie 200 m rana femminili                     |
| 21 agosto 2014 | 09:30 | Batterie 100 m stile libero maschili              |
| 21 agosto 2014 | 09:30 | Batterie 100 m farfalla femminili                 |
| 21 agosto 2014 | 09:30 | Batterie 800 m stile libero maschili              |
| 21 agosto 2014 | 09:30 | Batterie staffetta 4x200 m stile libero femminili |
| 21 agosto 2014 | 18:00 | Finale 800 m stile libero femminile               |
| 21 agosto 2014 | 18:00 | Finale 200 m misti femminile                      |
| 21 agosto 2014 | 18:00 | Semifinali 100 m stile libero maschili            |
| 21 agosto 2014 | 18:00 | Semifinali 100 m farfalla femminili               |
| 21 agosto 2014 | 18:00 | Finale 200 m rana maschile                        |
| 21 agosto 2014 | 18:00 | Finale 100 m dorso femminile                      |
| 21 agosto 2014 | 18:00 | Finale 200 m farfalla maschile                    |
| 21 agosto 2014 | 18:00 | Semifinali 200 m rana femminili                   |
| 21 agosto 2014 | 18:00 | Finale 50 m dorso maschile                        |
| 21 agosto 2014 | 18:00 | Finale staffetta 4x200 m stile libero femminile   |
| 22 agosto 2014 | 09:30 | Batterie 200 m dorso maschili                     |
| 22 agosto 2014 | 09:30 | Batterie 200 m stile libero femminili             |
| 22 agosto 2014 | 09:30 | Batterie 100 m farfalla maschili                  |
| 22 agosto 2014 | 09:30 | Batterie 50 m dorso femminili                     |
| 22 agosto 2014 | 09:30 | Batterie 50 m rana maschili                       |
| 22 agosto 2014 | 09:30 | Batterie staffetta mista 4x100 m stile libero     |
| 22 agosto 2014 | 09:30 | Batterie 1500 m stile libero femminili            |
| 22 agosto 2014 | 18:00 | Finale 800 m stile libero maschile                |
| 22 agosto 2014 | 18:00 | Semifinali 200 m stile libero femminili           |
| 22 agosto 2014 | 18:00 | Semifinali 100 m farfalla maschili                |
| 22 agosto 2014 | 18:00 | Finale 200 m rana femminile                       |
| 22 agosto 2014 | 18:00 | Finale 100 m stile libero maschile                |
| 22 agosto 2014 | 18:00 | Semifinali 50 m dorso femminili                   |
| 22 agosto 2014 | 18:00 | Semifinale 200 m dorso maschile                   |
| 22 agosto 2014 | 18:00 | Finale 100 m farfalla femminile                   |
| 22 agosto 2014 | 18:00 | Semifinali 50 m rana maschili                     |
| 22 agosto 2014 | 18:00 | Finale staffetta mista 4x100 m stile libero       |
| 23 agosto 2014 | 09:30 | Batterie 50 m rana femminili                      |
| 23 agosto 2014 | 09:30 | Batterie 50 m stile libero maschili               |
| 23 agosto 2014 | 09:30 | Batterie 200 m farfalla femminili                 |
| 23 agosto 2014 | 09:30 | Batterie 50 m stile libero femminili              |
| 23 agosto 2014 | 09:30 | Batterie staffetta 4x200 m stile libero maschili  |
| 23 agosto 2014 | 16:00 | Finale 1500 m stile libero femminile              |
| 23 agosto 2014 | 16:00 | Semifinali 50 m rana femminili                    |
| 23 agosto 2014 | 16:00 | Finale 100 m farfalla maschile                    |
| 23 agosto 2014 | 16:00 | Finale 200 m stile libero femminile               |
| 23 agosto 2014 | 16:00 | Semifinali 50 m stile libero maschili             |
| 23 agosto 2014 | 16:00 | Finale 50 m dorso femminile                       |
| 23 agosto 2014 | 16:00 | Finale 200 m dorso maschile                       |
| 23 agosto 2014 | 16:00 | Semifinali 200 m farfalla femminili               |
| 23 agosto 2014 | 16:00 | Finale 50 m rana maschile                         |
| 23 agosto 2014 | 16:00 | Semifinali 50 m stile libero femminili            |
| 23 agosto 2014 | 16:00 | Finale staffetta 4x200 m stile libero maschile    |
| 24 agosto 2014 | 09:30 | Batterie 400 m stile libero femminili             |
| 24 agosto 2014 | 09:30 | Batterie 400 m misti maschili                     |
| 24 agosto 2014 | 09:30 | Batterie staffetta 4x100 m misti femminili        |
| 24 agosto 2014 | 09:30 | Batterie staffetta 4x100 m misti maschili         |
| 24 agosto 2014 | 16:00 | Finale 50 m stile libero femminile                |
| 24 agosto 2014 | 16:00 | Finale 50 m stile libero maschile                 |
| 24 agosto 2014 | 16:00 | Finale 50 m rana femminile                        |
| 24 agosto 2014 | 16:00 | Finale 200 m farfalla femminile                   |
| 24 agosto 2014 | 16:00 | Finale 400 m misti maschile                       |
| 24 agosto 2014 | 16:00 | Finale 400 m stile libero femminile               |
| 24 agosto 2014 | 16:00 | Finale staffetta 4x100 m misti femminile          |
| 24 agosto 2014 | 16:00 | Finale staffetta 4x100 m misti maschile           |

## Podi

### Uomini
| Evento                          | Oro | Tempo    | Argento | Tempo    | Bronzo                                                                                | Tempo    |
| Stile libero                    | |          | |          |                                                                                       |          |
| 50 m (dettagli)                 | Florent Manaudou                                                                                       | 21"32    | Konrad Czerniak | 21"88    | Ari-Pekka Liukkonen                                                                   | 21"93    |
| 100 m (dettagli)                | Florent Manaudou                                                                                       | 47"98    | Fabien Gilot | 48"36    | Luca Leonardi                                                                         | 48"38    |
| 200 m (dettagli)                | Velimir Stjepanović                                                                                    | 1'45"78  | Paul Biedermann | 1'45"80  | Yannick Agnel                                                                         | 1'46"65  |
| 400 m (dettagli)                | Velimir Stjepanović                                                                                    | 3'45"66  | Andrea Mitchell D'Arrigo                                                                                             | 3'46"91  | Jay Lelliott                                                                          | 3'47"50  |
| 800 m (dettagli)                | Gregorio Paltrinieri                                                                                   | 7'44"98  | Pál Joensen | 7'48"49  | Gabriele Detti                                                                        | 7'49"35  |
| 1500 m (dettagli)               | Gregorio Paltrinieri                                                                                   | 14'39"93 | Pál Joensen | 14'50"59 | Gabriele Detti                                                                        | 14'52"53 |
| Dorso                           | |          | |          |                                                                                       |          |
| 50 m (dettagli)                 | Vladimir Morozov                                                                                       | 24"64    | Jérémy Stravius | 24"84    | Chris Walker-Hebborn                                                                  | 25"00    |
| 100 m (dettagli)                | Chris Walker-Hebborn                                                                                   | 53"52    | Jérémy Stravius | 53"64    | Jan-Philip Glania                                                                     | 54"15    |
| 200 m (dettagli)                | Radosław Kawęcki                                                                                       | 1'56"02  | Christian Diener | 1'57"16  | Gábor Balog                                                                           | 1'57"42  |
| Rana                            | |          | |          |                                                                                       |          |
| 50 m (dettagli)                 | Adam Peaty                                                                                             | 27"00    | Giedrius Titenis | 27"34    | Damir Dugonjič                                                                        | 27"48    |
| 100 m (dettagli)                | Adam Peaty                                                                                             | 58'96    | Ross Murdoch | 59"43    | Giedrius Titenis                                                                      | 59"61    |
| 200 m (dettagli)                | Marco Koch                                                                                             | 2'07"47  | Ross Murdoch | 2'07"77  | Giedrius Titenis                                                                      | 2'08"93  |
| Farfalla                        | |          | |          |                                                                                       |          |
| 50 m (dettagli)                 | Florent Manaudou Jaŭhen Curkin                                                                         | 23"00    | Non assegnato |          | Benjamin Proud Andrij Hovorov                                                         | 23"21    |
| 100 m (dettagli)                | Konrad Czerniak                                                                                        | 51"38    | László Cseh | 51"89    | Pavel Sankovič                                                                        | 51"92    |
| 200 m (dettagli)                | Viktor Bromer                                                                                          | 1'55"29  | Bence Biczó | 1'55"62  | Paweł Korzeniowski                                                                    | 1'55"74  |
| Misti                           | |          | |          |                                                                                       |          |
| 200 m (dettagli)                | László Cseh                                                                                            | 1'58"10  | Philip Heintz | 1'58"17  | Roberto Pavoni                                                                        | 1'58"22  |
| 400 m (dettagli)                | Dávid Verrasztó                                                                                        | 4'11"89  | Roberto Pavoni | 4'13"75  | Federico Turrini                                                                      | 4'14"15  |
| Staffette                       | |          | |          |                                                                                       |          |
| 4x100 m stile libero (dettagli) | Francia Mehdy Metella Fabien Gilot Florent Manaudou Jérémy Stravius Grégory Mallet* Clément Mignon*    | 3'11"64  | Russia Andrej Grečin Nikita Lobincev Aleksandr Suchorukov Vladimir Morozov Sergey Fesikov* Oleg Tikhobaev*           | 3'12"67  | Italia Luca Dotto Marco Orsi Luca Leonardi Filippo Magnini Marco Belotti*             | 3'12"78  |
| 4x200 m stile libero (dettagli) | Germania Robin Backhaus Yannick Lebherz Clemens Rapp Paul Biedermann                                   | 7'09"00  | Russia Artem Lobuzov Dmitry Ermakov Aleksandr Krasnych Aleksandr Suchorukov Nikita Lobintsev* Viacheslav Andrusenko* | 7'10"29  | Belgio Louis Croenen Glenn Surgeloose Emmanuel Vanluchene Pieter Timmers Ken Cortens* | 7'10"39  |
| 4x100 m misti (dettagli)        | Gran Bretagna Chris Walker-Hebborn Adam Peaty Adam Barrett Benjamin Proud Ross Murdoch* Stephen Milne* | 3'31"73  | Francia Jérémy Stravius Giacomo Perez-Dortona Mehdy Metella Fabien Gilot Benjamin Stasiulis* Grégory Mallet*         | 3'32"47  | Ungheria László Cseh Dániel Gyurta Bence Pulai Dominik Kozma                          | 3'33"11  |

### Donne
| Evento                          | Oro                                                                                    | Tempo    | Argento                                                                              | Tempo    | Bronzo | Tempo    |
| Stile libero                    |                                                                                        |          |                                                                                      |          | |          |
| 50 m (dettagli)                 | Francesca Halsall                                                                      | 24'32    | Sarah Sjöström                                                                       | 24'37    | Jeanette Ottesen                                                                                            | 24'53    |
| 100 m (dettagli)                | Sarah Sjöström                                                                         | 52'67    | Femke Heemskerk                                                                      | 53"64    | Michelle Coleman                                                                                            | 53"75    |
| 200 m (dettagli)                | Federica Pellegrini                                                                    | 1'56"01  | Katinka Hosszú                                                                       | 1'56"69  | Femke Heemskerk                                                                                             | 1'56"81  |
| 400 m (dettagli)                | Jazmin Carlin                                                                          | 4'03"24  | Sharon van Rouwendaal                                                                | 4'03"76  | Mireia Belmonte Garcia                                                                                      | 4'04"01  |
| 800 m (dettagli)                | Jazmin Carlin                                                                          | 8'15"54  | Mireia Belmonte García                                                               | 8'21"22  | Boglárka Kapás                                                                                              | 8'22"06  |
| 1500 m (dettagli)               | Mireia Belmonte García                                                                 | 15'57"29 | Boglárka Kapás                                                                       | 16'03"04 | Martina Rita Caramignoli                                                                                    | 16'05"98 |
| Dorso                           |                                                                                        |          |                                                                                      |          | |          |
| 50 m (dettagli)                 | Francesca Halsall                                                                      | 27"81    | Georgia Davies                                                                       | 27"82    | Mie Østergaard Nielsen                                                                                      | 27"87    |
| 100 m (dettagli)                | Mie Østergaard Nielsen Katinka Hosszú                                                  | 59"63    | non assegnato                                                                        |          | Georgia Davies                                                                                              | 59"74    |
| 200 m (dettagli)                | Duane Da Rocha-Marcé                                                                   | 2'09"37  | Elizabeth Simmonds                                                                   | 2'09"66  | Daria Ustinova                                                                                              | 2'09"79  |
| Rana                            |                                                                                        |          |                                                                                      |          | |          |
| 50 m (dettagli)                 | Rūta Meilutytė                                                                         | 29"89    | Jennie Johansson                                                                     | 30"52    | Moniek Nijhuis                                                                                              | 30"64    |
| 100 m (dettagli)                | Rikke Møller Pedersen                                                                  | 1'06"23  | Jennie Johansson                                                                     | 1'07"04  | Arianna Castiglioni                                                                                         | 1'07"36  |
| 200 m (dettagli)                | Rikke Møller Pedersen                                                                  | 2'19"84  | Molly Renshaw                                                                        | 2'23"82  | Jessica Vall Montero                                                                                        | 2'24"08  |
| Farfalla                        |                                                                                        |          |                                                                                      |          | |          |
| 50 m (dettagli)                 | Sarah Sjöström                                                                         | 24"98    | Jeanette Ottesen                                                                     | 25"34    | Francesca Halsall                                                                                           | 25"39    |
| 100 m (dettagli)                | Jeanette Ottesen                                                                       | 56"51    | Sarah Sjöström                                                                       | 56"52    | Ilaria Bianchi                                                                                              | 57"71    |
| 200 m (dettagli)                | Mireia Belmonte García                                                                 | 2'04"79  | Judit Ignacio Sorribes                                                               | 2'06"66  | Katinka Hosszú                                                                                              | 2'07"28  |
| Misti                           |                                                                                        |          |                                                                                      |          | |          |
| 200 m (dettagli)                | Katinka Hosszú                                                                         | 2'08"11  | Aimee Willmott                                                                       | 2'11"44  | Lisa Zaiser                                                                                                 | 2'12"17  |
| 400 m (dettagli)                | Katinka Hosszú                                                                         | 4'31"03  | Mireia Belmonte García                                                               | 4'33"13  | Aimee Willmott                                                                                              | 3'34"69  |
| Staffette                       |                                                                                        |          |                                                                                      |          | |          |
| 4x100 m stile libero (dettagli) | Svezia Michelle Coleman Magdalena Kuras Louise Hannson Sarah Sjöström                  | 3'35"82  | Paesi Bassi Inge Dekker Maud van der Meer Esmee Vermeulen Femke Heemskerk            | 3'36"26  | Italia Alice Mizzau Erika Ferraioli Giada Galizi Federica Pellegrini                                        | 3'37"63  |
| 4x200 m stile libero (dettagli) | Italia Alice Mizzau Stefania Pirozzi Chiara Masini Luccetti Federica Pellegrini        | 7'50"53  | Svezia Michelle Coleman Louise Hansson Sarah Sjöström Stina Gardell                  | 7'51"03  | Ungheria Zsuzsanna Jakabos Evelyn Verrasztó Boglárka Kapás Katinka Hosszú                                   | 7'54"24  |
| 4x100 m misti (dettagli)        | Danimarca Mie Østergaard Nielsen Rikke Møller Pedersen Jeanette Ottesen Pernille Blume | 3'55"62  | Svezia Ida Lindborg Jennie Johansson Sarah Sjöström Michelle Coleman Louise Hansson* | 3'56"04  | Gran Bretagna Georgia Davies Sophie Taylor Jemma Lowe Francesca Halsall Elizabeth Simmonds* Rebecca Turner* | 3'57"97  |

### Misti
| Evento                          | Oro | Tempo   | Argento | Tempo   | Bronzo | Tempo   |
| Staffette                       | |         | |         | |         |
| 4x100 m stile libero (dettagli) | Italia Luca Dotto Luca Leonardi Erika Ferraioli Giada Galizi                                                                          | 3'25"02 | Russia Andrej Grečin Vladimir Morozov Veronika Popova Margarita Nesterova                                    | 3'25"60 | Francia Clément Mignon Grégory Mallet Anna Santamans Coralie Balmy                                                                                  | 3'27"02 |
| 4x100 m misti (dettagli)        | Gran Bretagna Chris Walker-Hebborn Adam Peaty Jemma Lowe Francesca Halsall Georgia Davies* Ross Murdoch* Adam Barrett* Rebecca Turner | 3'44"02 | Paesi Bassi Bastiaan Lijesen Bram Dekker Inge Dekker Femke Heemskerk Wendy van der Zanden* Ilse Kraaijeveld* | 3'45"93 | Russia Vladimir Morozov Vitalina Simonova Viacheslav Prudnikov Veronika Popova Nikita Ulyanov* Grigory Falko* Svetlana Čimrova* Elizaveta Bazarova* | 3'47"34 |

## Medagliere
| Pos.   | Paese         | Oro | Argento | Bronzo | Totale |
| ------ | ------------- | --- | ------- | ------ | ------ |
| 1      | Gran Bretagna | 9   | 7       | 8      | 24     |
| 2      | Danimarca     | 6   | 1       | 2      | 9      |
| 3      | Ungheria      | 5   | 4       | 5      | 14     |
| 4      | Italia        | 5   | 1       | 9      | 15     |
| 5      | Francia       | 4   | 4       | 2      | 10     |
| 6      | Svezia        | 3   | 6       | 1      | 10     |
| 7      | Spagna        | 3   | 3       | 2      | 8      |
| 8      | Germania      | 2   | 3       | 1      | 6      |
| 9      | Polonia       | 2   | 1       | 1      | 4      |
| 10     | Serbia        | 2   | 0       | 0      | 2      |
| 11     | Russia        | 1   | 3       | 2      | 6      |
| 12     | Lituania      | 1   | 1       | 2      | 4      |
| 13     | Bielorussia   | 1   | 0       | 1      | 2      |
| 14     | Paesi Bassi   | 0   | 4       | 2      | 6      |
| 15     | Fær Øer       | 0   | 2       | 0      | 2      |
| 16     | Austria       | 0   | 0       | 1      | 1      |
| 16     | Belgio        | 0   | 0       | 1      | 1      |
| 16     | Finlandia     | 0   | 0       | 1      | 1      |
| 16     | Slovenia      | 0   | 0       | 1      | 1      |
| 16     | Ucraina       | 0   | 0       | 1      | 1      |
| Totale | Totale        | 44  | 40      | 43     | 127    |